# CTOL
CTOL (eng: Conventional Take-Off and Landing) opisuje zrakoplove kojima je za uzlijetanje i slijetanje potrebna uzletno sletna staza (pista) duža od 2000 m (putnički i cargo zrakoplovi) Ti zrakoplovi ubrzavaju uzduž piste dok se ne postigne brzina potrebna za uzlijetanje, nakon čega se uzdižu u zrak. Tijekom slijetanja, zrakoplov će nakon doticanja piste, u svom kočenju prijeći spomenutu udaljenost.